# Conchiolin

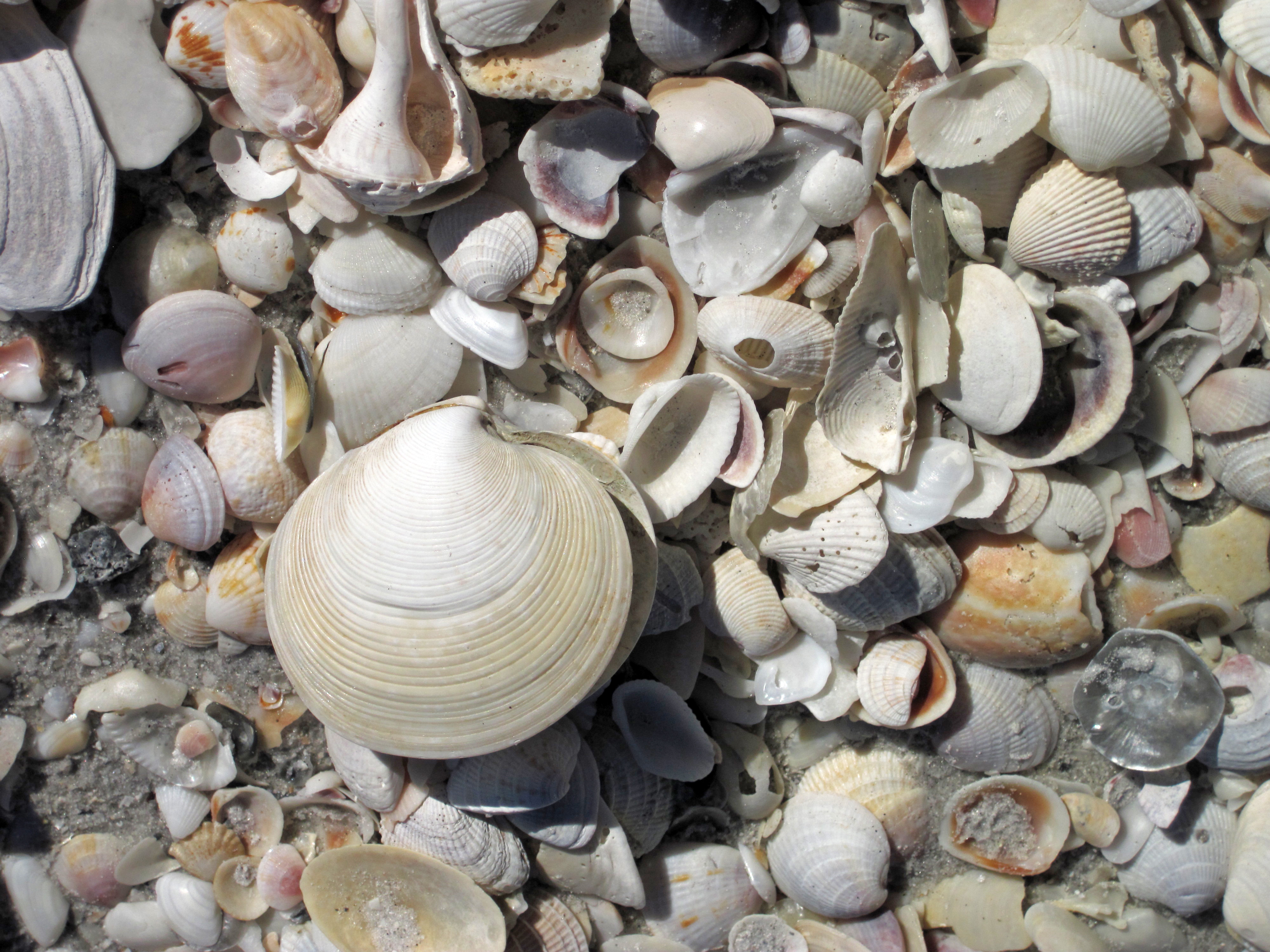
Conchiolin ist ein wichtiger Baustein von Molluskenschalen (hier fast ausschließlich Muscheln am Strand der Insel Cayo Costa an der Golfküste von Florida)

Conchiolin (auch Conchin, Conchyolin, oder Conchyn) ist die traditionelle Bezeichnung für die komplexe organische Substanz, die neben Calciumcarbonat der wichtigste Bestandteil der Schalen von Weichtieren (Mollusca) ist. Die Bezeichnung wurde 1855 vom französischen Chemiker Edmond Frémy im Rahmen einer Arbeit über die chemische Zusammensetzung verschiedener Skelettmaterialien geprägt, in Abgrenzung zum „Ossein“ (Collagen), das er aus Knochen isoliert hatte.
Conchiolin ist zusammengesetzt aus fibroinartigen Skleroproteinen, die vorwiegend aus den Aminosäuren Glycin, Alanin und Serin aufgebaut sind, aus verschiedenen Polysacchariden, insbesondere Chitin, sowie aus asparaginsäurehaltigen Glykoproteinen. Diese Stoffe werden, wie auch das Calciumcarbonat, vom Mantel (Pallium) der Mollusken abgeschieden (sezerniert).
Das Conchiolin ist Hauptbestandteil der „Außenhaut“ (Periostracum) der Weichtierschalen sowie der Matrix, in welche die Calciumcarbonat-Kristalle der inneren Schichten der Schalen eingebettet sind (vgl. → Perlmutt). Diese Matrix verleiht – analog zum Collagen der Knochen der Wirbeltiere – den Schalen eine gewisse Elastizität und eine Festigkeit, die jene von reinem Calciumcarbonat weit übertrifft. Je nachdem, aus welchen Proteinen sich das Conchiolin der Matrix im Einzelnen zusammensetzt, wird die Kristallisation von Aragonit oder von Calcit begünstigt bzw. gehemmt.
Eine Infektion mit Krankheitserregern kann bei Weichtieren die abnormale Abscheidung von reinem Conchiolin an der Innenseite der Schale hervorrufen.